# Fontana Dam (Caroline du Nord)
Fontana Dam est une localité américaine située dans le comté de Graham dans l'État de la Caroline du Nord.

## Démographie
| 2010 | - | - | - | - | - |
| ---- | - | - | - | - | - |
| 33   | - | - | - | - | - |

## Source de la traduction
- (en) Cet article est partiellement ou en totalité issu de l’article de Wikipédia en anglais intitulé « Fontana Dam, North Carolina » (voir la liste des auteurs).